# Julia Spetsmark
Julia Spetsmark (* 30. Juni 1989) ist eine schwedische Fußballspielerin.

## Karriere

### Verein
Spetsmark spielte zu Beginn ihrer Karriere für die unterklassigen Vereine Mallbackens IF, QBIK Karlstad und Norrstrands IF. 2011 und 2012 war sie für QBIK Karlstad in der damals zweitklassigen Division 1 aktiv und verpasste dort 2012 den Aufstieg in die Damallsvenskan erst in der Aufstiegsrelegation. Spetsmark wechselte daraufhin zum Erstligaaufsteiger Sunnanå SK, mit dem sie jedoch die Saison 2013 abgeschlagen als Tabellenletzter beendete. Von 2014 bis 2017 war sie für den Erstligisten KIF Örebro aktiv, mit dem sie 2014 Vizemeister hinter dem FC Rosengård wurde und sich somit für die Champions League 2015/16 qualifizierte. Im Achtelfinale schied Örebro dort aufgrund der Auswärtstorregel nach zwei Unentschieden gegen den französischen Vertreter Paris Saint-Germain aus. Zum Jahresbeginn 2018 wechselte Spetsmark erstmals ins Ausland und spielte kurzzeitig für Manchester City in der FA Women’s Super League. Nach lediglich drei Ligaspielen kehrte sie nach Schweden zurück und spielte bis Jahresende 2018 für den Erstligisten Djurgården Damfotboll. Zur Saison 2019 wechselte Spetsmark in die Vereinigten Staaten zur Franchise der North Carolina Courage.

### Nationalmannschaft
Spetsmark war im Oktober 2005 Teil des schwedischen Aufgebots bei einem U-16-Länderspiel gegen die deutsche Auswahl. Für die schwedische U-23-Nationalmannschaft absolvierte sie 2012 drei weitere U-Länderspiele, in denen sie torlos blieb. Am 21. Oktober 2016 debütierte Spetsmark bei einem Freundschaftsspiel gegen den Iran in der schwedischen A-Nationalmannschaft. Mit dieser nahm sie im Jahr darauf an der Europameisterschaft 2017 teil, bei der Schweden im Viertelfinale gegen den Gastgeber und späteren Europameister Niederlande ausschied.